# باري الثالث
باري الثالث هو سياسي غيني، ولد في 1923 في بيتا في غينيا، وتوفي في 25 يناير 1971 في كوناكري في غينيا بسبب شنق. نشط حزبياً في الحركة الاشتراكية الأفريقية. وقد انتخب List of ministers of justice of Guinea ‏.